# Веберов аппарат

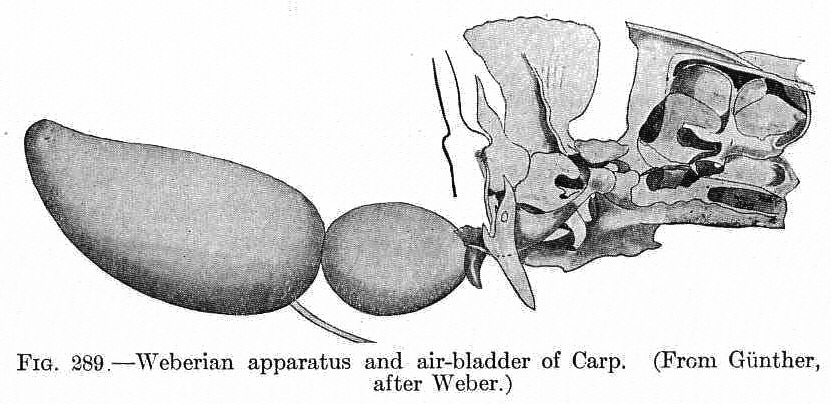
Веберов аппарат и плавательный пузырь карпа
(рисунок Дэвида Старра Джордана)

Веберов аппарат — орган некоторых костистых рыб, соединяющий плавательный пузырь с внутренним ухом. Даёт возможность воспринимать этим ухом изменения объёма этого пузыря и его вибрации. Назван по имени Эрнста Вебера, который описал его в 1820 году.
Наличие веберова аппарата — один из общих признаков рыб надотряда костнопузырных (Ostariophysi), составляющих большинство современных пресноводных рыб (гоноринхообразные, карпообразные, харацинообразные, сомообразные, гимнотообразные). Элементы этого аппарата встречаются и у других рыб, например, сельдеобразных.
В простейшей своей форме (у окуневых и сельдевых) Веберова связь между плавательным пузырём и внутренним ухом (лабиринтом) происходит через соприкосновение отростков того и другого в том месте черепа, где его стенка остаётся перепончатой.
В более сложной форме (у сомовых, вьюновых и карповых) эта связь достигается вследствие того, что между отростками внутреннего уха и плавательного пузыря с каждой стороны вставляется ряд из 4 косточек, представляющих собой видоизменённые верхние дуги позвонков и преобразованное третье ребро.
Уровень развития слуха у рыб определяется наличием или отсутствием веберова аппарата. Имеющие его рыбы воспринимают звуки с частотой до 13 кГц, а рыбы без него — только до 2,5 кГц.